# Robert Kovač
Robert Kovač (West-Berlijn, 6 april 1974) is een Kroatisch voormalig betaald voetballer die doorgaans als verdediger speelde. Hij maakte op 1 juni 2010 bekend dat hij zijn actieve sportloopbaan beëindigde. Hij is de jongere broer van een andere Kroatische oud-voetballer, Niko Kovač die hij van januari 2013 tot en met oktober 2013  assisteerde bij Jong Kroatië. In oktober 2013 werd Kovač aangesteld als assistent-trainer bij het Kroatische voetbalelftal, waarvan zijn broer Niko op dat moment bondscoach was.

## Clubcarrière

### Jeugd
Kovač' ouders komen uit het Bosnische Livno. Ze kwamen naar Duitsland als gastarbeiders. Hij begon met voetballen bij de Duitse clubs Rapide Wedding en Hertha Zehlendorf. Bij de laatste club speelde hij 85 wedstrijden. Daarin scoorde hij elf keer. In 1995 vertrok hij bij Zehlendorf en maakte hij zijn debuut in de 2. Bundesliga.

### FC Nürnberg
Voor aanvang van het seizoen 1995/1996 werd Kovač aangetrokken door FC Nürnberg. Daar speelde hij gedurende één seizoen 33 wedstrijden, waarin hij eenmaal het net vond.

### Bayer Leverkusen
In 1996 werd Kovač overgenomen door het Duitse Bayer Leverkusen. Daar groeide hij uit tot een vaste kracht. Hij werd met de club drie keer tweede in de Bundesliga en speelde er Champions League-wedstrijden. In 2001 vertrok hij naar Bayern München. Kovač speelde 134 wedstrijden voor Leverkusen en scoorde daarin één keer.

### Bayern München
Kovač werd in 2001 overgenomen door de Bayern München evenals zijn broer Niko. Ze speelden er voor de tweede keer samen bij een profclub. Eerder was dit het geval bij Bayer Leverkusen. Bij Bayern werd Kovač twee keer kampioen en won hij het Duitse bekertoernooi een aantal maal. In 2005 verliet hij de club. Hij speelde precies 100 wedstrijden voor de Zuid-Duitsers. Hij scoorde daarin nooit.

### Juventus
In 2005 werd Kovač overgenomen door het Italiaanse Juventus. Daarmee haalde hij een kampioenschap binnen, maar later werd dat vanwege een omkoopschandaal toegekend aan Inter Milaan. Hierdoor werd Juventus ook teruggezet naar de Serie B. In tegenstelling spelers als Lilian Thuram en Fabio Cannavaro verliet Kovač de club niet. Na het seizoen in de Serie B promoveerde de Turijnse club terug naar de Serie A. Na dat seizoen verliet Kovač de club wel om te gaan spelen bij Borussia Dortmund.

## Interlandcarrière
Kovač maakte zijn debuut voor Kroatië in 1999. Hij maakte deel uit van de selectie die afreisde naar het WK 2002 in Japan en Zuid-Korea en van de groep deelnam aan het WK 2006 in Duitsland. Kovač speelde 63 interlands voor Kroatië. Daarin scoorde hij niet. Kovač kon ook uitkomen voor het voetbalelftal van Bosnië en Herzegovina, vanwege zijn Bosnische wortels.

## Erelijst
- Bundesliga runner-up: 1997, 1999, 2000 (Bayer Leverkusen), 2004 (Bayern München)
- Wereldbeker voetbal: 2001 (Bayern München)
- Bundesliga: 2003, 2005 (Bayern München)
- DFB-Pokal: 2003, 2005 (Bayern München)
- Ligapokal: 2004 (Bayern München)
- Serie B: 2006 (Juventus)